# Scopula flavorosearia
Scopula flavorosearia là một loài bướm đêm trong họ Geometridae.